# Arte Notorio
Arte notorio es un medio supersticioso por el cual se promete adquirir el conocimiento de las ciencias por infusión y sin estudio, practicando únicamente algunos ayunos y algunas ceremonias extravagantes. 
Los que se titulan profesores de este arte aseguran que Salomón fue su autor y que por medio de él adquirió en una sola noche aquella gran sabiduría que le hizo tan célebre. Añaden que expuso sus principios y método en un pequeño libro titulado: Ars notoria, que ellos tienen por modelo. 
El aspirante, después de las purificaciones, rezos y preparaciones ordinarias, debe servirse de un talismán de oro o de un pergamino virgen en el cual se distinguen caracteres grabados y los nombres de algunos ángeles. Puesto este talismán debajo el oído cuando se meten en la cama, luego que duermen se presenta el ángel cuyo nombre está escrito en el talismán, y le revela cuanto desea saber.